# Spähkreuzer 1938
كانت Spähkreuzer اسم فئة مخططة لمدمرات أو لطرادات استطلاع كبيرة لألمانيا النازية لبحريتها كريغسمرينه.

## التصميم
كان هناك 3 تصاميم رئيسية مقترحة لهذه الفئة من السفن، تصميم 1938 وتصميم 1939 وتصميم 1940. كان تصميم عام 1940 أكبر قليلاً وأثقل على الرغم من أنه تم التخطيط لتثبيت محطة طاقة أكثر قوة قليلاً للحفاظ على أو تجاوز أداء التصميم عام 1938. خطط كل من التصميمين الرئيسيين، إلى جانب بعض أشكال التصميم المختلفة، لتخطيط المدفعية الرئيسية للأسلحة 6-5.9 بوصة في 3 أبراج مزدوجة: واحد وضع على القوس والثاني على المؤخرة. كان هذا للسماح بتراجع أكثر هجومية، حيث تم تصميم هذه السفن لاستكشاف مجموعات القتال لللخطة زد.